# Xana (mitologia)

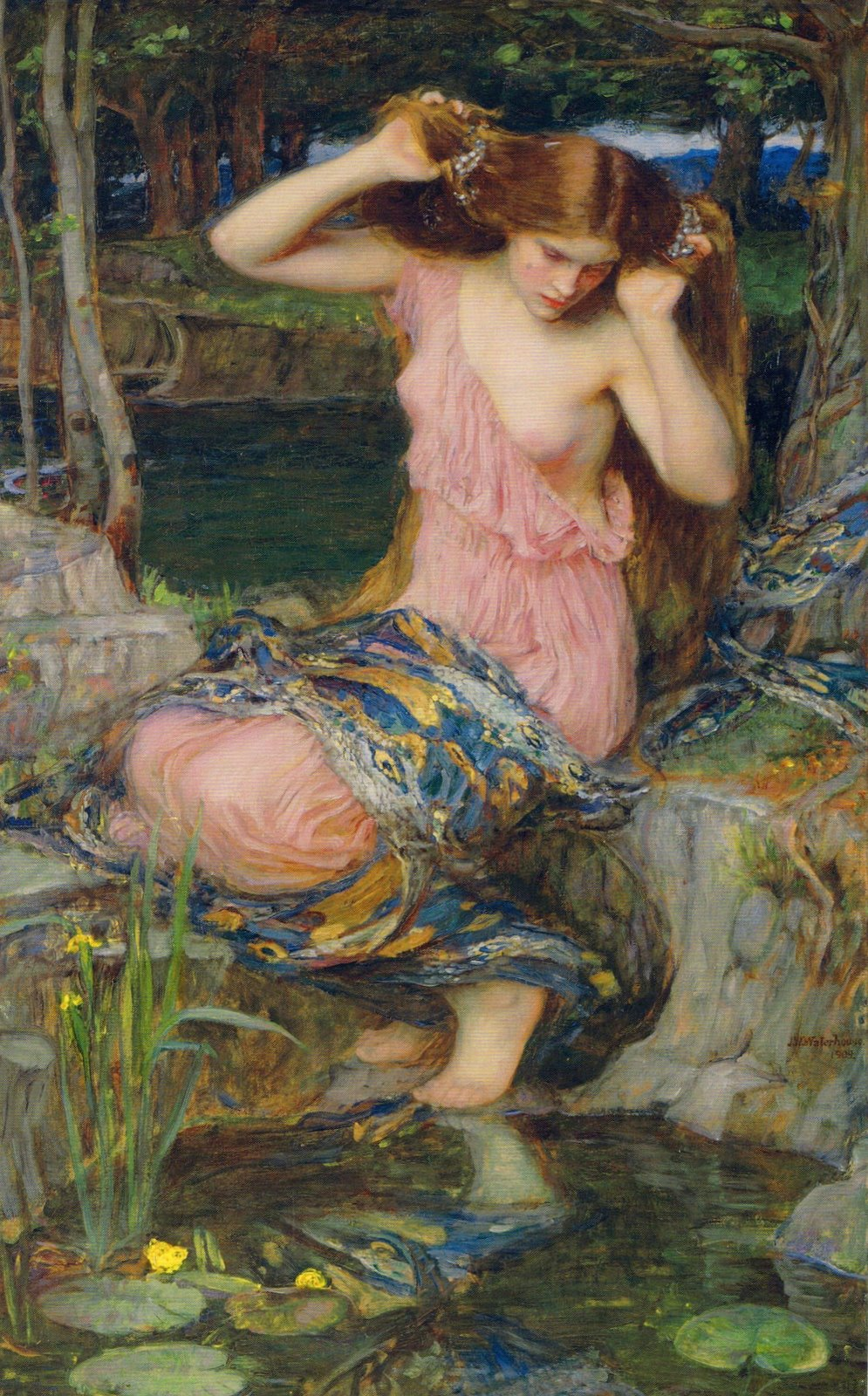
Xana (Lamia, John William Waterhouse, 1909)

A xana é um ser da mitologia asturiana e leonesa, identificada com as jãs do folclore galego e português. É uma espécie de fada ou ninfa, dotada de uma beleza extraordinária que vive nos rios, nas fontes, nas cascatas e nos bosques que têm cursos de água cristalina.
É habitual aparecerem na noite de São João (24 de Junho).
Desconhece-se a origem da palavra "xana", contudo pensa-se que deriva do nome latino da deusa Diana.
Actualmente, nas escolas asturianas, durante a Primavera, são feitos concursos para eleger a Xana e Xanina de cada escola.

## Características
As xanas prometem tesouros e podem ser desencantadas. Algumas atacam as pessoas e roubam a sua comida.
Podem ser representadas de duas maneiras: ora como uma jovem bela loira, de túnicas brancas de tecido leve; ora como seres pequenos, escuros e magros. Enquanto que a primeira imagem é associada às xanas que possuem um tesouro ou estão sobre um feitiço; as segundas são as que assaltam casas e roubam crianças.

## Xaninos
As xanas têm crianças chamadas xaninos (singular: xanín), mas devido a não terem como os amamentar costumam trocar os seus bébés por um bébé humano que esteja no berço. A mãe humana descobre a troca passado poucos meses com o crescimento da criança. De modo a desmascarar o xanín, devem se colocar várias panelas e cascas de ovo perto do lume, e, se a criança for mesmo um ser mitológico, exclamará, "Eu nasci há cem anos, e desde então nunca vi tantas cascas de ovo perto de fogo!"

## Folclore envolvendo as xanas
As histórias sobre as xanas podem ser dividas em quatro categorias. Em primeiro, as histórias em que a xana tem uma criança e a troca pela de uma outra mulher. Em segundo, histórias em que as xanas foram enfeitiçadas. Nessas deve ocorrer um ato de acordo com uma norma secreta pré-estabelecida, de modo a que sejam desencantadas. As terceiras envolvem possessão de tesouros e riquezas. A xana pode ter adquirido estas riquezas acidentalmente, ou através de doação ou roubo; apesar de na maioria das vezes o humano falhar na missão de conquistar os tesouros, por vezes consegue suceder. Por último, as histórias em que a xana é maliciosa. As histórias mais importantes desta última categoria são aquelas em que a xana entra numa casa através da fechadura; as em que a xana rapta e encanta alguém; aquelas em que a xana se transforma num animal; e aquelas em que possui um cinto mágico.